# Franz Johann Joseph von Reilly

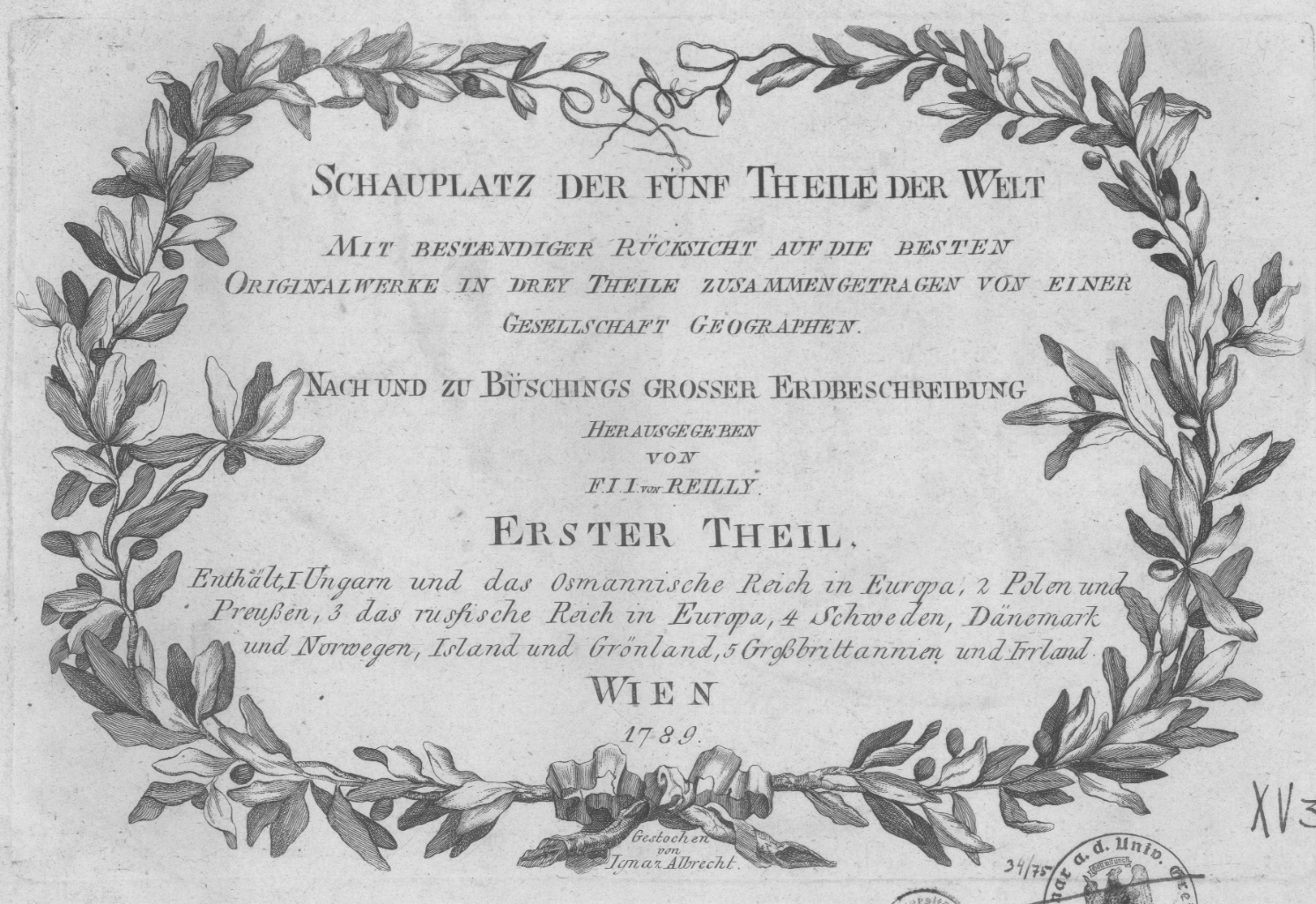
Schauplatz der fünf Theile der Welt. Erster Theil, Wien 1789

Franz Johann Joseph von Reilly (* 18. August 1766 in Wien; † 6. Juli 1820 ebenda) war ein österreichischer Verleger, Kartograf und Schriftsteller.

## Leben und Wirken

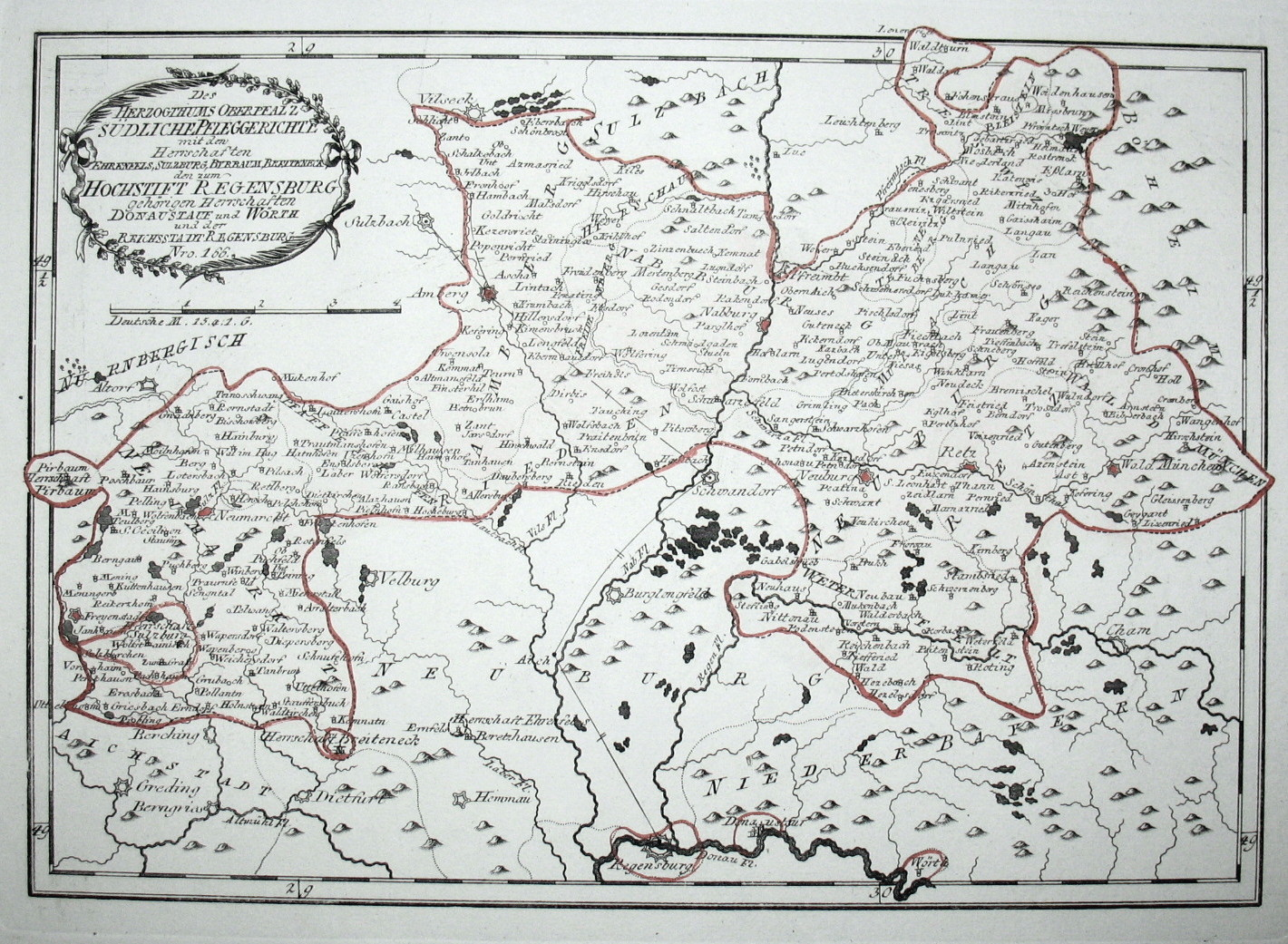
Kolorierter Kupferstich 1792 u. a. Herrschaft Wörth an der Donau

Franz Johann Joseph von Reilly wurde als Sohn des Hofmeisters Johann Reilly geboren. Zunächst arbeitete er im Staatsdienst, widmete sich dann aber ausschließlich der Geographie. 1789 bis 1806 entstand der Atlas Schauplatz der fünf Theile der Welt, der auf seinen 830 Blättern aber nur Europa behandelt. Nach dem Schul Atlas (1791–92) und der Allgemeinen Erdbeschreibung (3 Bände, 1792–93) gab er 1794 bis 1796 den ersten (vollständigen) österreichischen Weltatlas mit dem Titel Grosser deutscher Atlas heraus. 1796 entstand die Adjustierungs-Serie Geschichtliche und bildliche Vorstellung der Regimenter des Erzhauses Oesterreich, 1799 der Allgemeine Post Atlas von der ganzen Welt – als weltweit erster Atlas dieser Art.

## Werke
Nach seiner Schaffensperiode als Herausgeber von Karten verfasste er als Schriftsteller folgende Werke:
- 1801 Bibliothek der Scherze (6 Bände)  Band 2 Band 5 Band 6
- 1808 Bilder-Zeitung für Kinder (sechssprachig)
- 1809 Sinn- und Herzmann, oder Wer herrscht nun in Oesterreich? Digitalisat
- 1809 Catechism der neuesten Erdbeschreibung (2. Auflage 1818)
- 1810 Auf die Vermählung Napoleons und Ludovikens Digitalisat
- 1813 Noradin oder Feen-Helden-Ritter- und Romanen-Spiegel (2. Auflage 1814; sein schriftstellerisches Hauptwerk) Digitalisat
- 1813 Skizzirte Biographien der berühmtesten Feldherren Oesterreichs von Maximilian I. bis auf Franz II. Digitalisat
- 1816 Sinngedichte in drey Büchern (2. Auflage 1819) Digitalisat Digitalisat